# Giro di Romagna 1938
Il Giro di Romagna 1938, ventesima edizione della corsa, si svolse il 5 giugno 1938 su un percorso di 239 km con partenza e arrivo a Lugo. Organizzato dall'Ente Sportivo Francesco Baracca, fu valido come quarta prova del Trofeo dell'Impero 1938 e vide la partecipazione di 56 ciclisti. Fu vinto dall'italiano Pierino Favalli, che completò il percorso in 7h17'00" precedendo in volata i connazionali Enrico Mollo e Nello Troggi.

## Percorso
Partita da Lugo, la corsa attraversò nell'ordine Ravenna, Savio di Ravenna, Cervia, Cesenatico, Bellaria Igea Marina, Rimini (km 77), Serravalle, San Marino (culmine della salita), Verucchio, Santarcangelo di Romagna, Savignano sul Rubicone, Cesena, Forlimpopoli, Forlì, Castrocaro, Dovadola con la salita verso il Monte Trebbio, Modigliana, Marzeno, Faenza, e si concluse nuovamente a Lugo dopo 239 km.

## Ordine d'arrivo (Top 10)
| Pos. | Corridore           | Squadra       | Tempo    |
| ---- | ------------------- | ------------- | -------- |
| 1    | Pierino Favalli     | Legnano       | 7h17'00" |
| 2    | Enrico Mollo        | Fréjus        | s.t.     |
| 3    | Nello Troggi        | -             | s.t.     |
| 4    | Vladimiro Lazzarini | Faenza Sport. | s.t.     |
| 5    | Attilio Masarati    | Lygie         | s.t.     |
| 6    | Luciano Succi       | Legnano       | s.t.     |
| 7    | Walter Fantini      | U.C. Modenese | s.t.     |
| 8    | Renato Scorticati   | Lygie         | a 3'10"  |
| 9    | Aldo Bini           | Bianchi       | a 5'20"  |
| 10   | Glauco Servadei     | Ganna         | s.t.     |